# Micosi
La micosi és una situació en la qual els fongs passen les barreres de la resistència del cos humà o animal i produeixen la infecció. És per tant el terme equivalent a malaltia fúngica o malaltia micòtica.

## Classificació
Les micosis es classifiquen d'acord amb els nivells de teixit inicialment colonitzat:

### Micosis superficials
Micosis superficials - es limiten a les capes més superficials de la pell i el cabell.
Un exemple d'una infecció per fongs és la tinya versicolor : La tinya versicolor és una infecció de fongs que comunament afecta la pell dels joves, especialment en el pit, l'esquena i els braços i les cames. La tinya versicolor és causada per un fong que viu a la pell d'alguns adults. No sol afectar la cara. Aquest fong produeix taques que són més clares que les de la pell o d'un color marró vermellós. Aquest fong existeix en dues formes, una d'elles provocant taques visibles. Els factors que poden causar que el fong es faci més visible són l'alta humitat, així com alteracions immunològiques o hormonals. No obstant això, gairebé totes les persones amb aquesta afecció molt comuna estan sans.

### Micosis cutànies
Micosis cutànies - s'estenen més profundament en l'epidermis, així com afecten el cabell i les ungles. Però es restringeixen a les capes queratinitzades de la pell, el cabell i les ungles. A diferència de les micosis superficials, les respostes immunitàries de l'hoste donen lloc a canvis patològics expressats en les capes més profundes de la pell. Els organismes que causen aquestes malalties s'anomenen dermatòfits. Les malalties resultants són sovint anomenades tinyes o dermatofitosis. Les micosis cutànies són causades pels fongs Microsporum, Trichophyton, Epidermophyton, que en conjunt representen 41 espècies.

### Micosis subcutànies
Micosis subcutànies - impliquen la dermis, teixit subcutani, múscul i fàscia. Aquestes infeccions són cròniques i poden ser iniciades per un trauma penetrant a la pell, que permeti als fongs per entrar-hi. Aquestes infeccions són difícils de tractar i poden requerir intervencions quirúrgiques com ara un desbridament.

### Micosis sistèmiques, a causa de patògens primaris
Micosis sistèmiques, a causa de patògens primaris - s'originen principalment en el pulmó i es poden estendre als altres òrgans. Els fongs que causen les micosis sistèmiques són inherentments virulents. Generalment, els principals patògens que les causen són dimòrfics.

### Micosis sistèmiques, a causa de patògens oportunistes
Micosis sistèmiques, a causa de patògens oportunistes - infeccions dels pacients amb deficiències immunològiques, que d'altra manera no estarien infectats. Exemples de les micosis oportunistes són la candidosi, la criptococcosi i l'aspergil·losi.

## Tractament
Els antifúngics es fan servir per tractar les micosis. Depenent de la naturalesa de la infecció, s'utilitza un agent tòpic o sistèmic.

## Prevenció
Mantenir la pell neta i seca, així com mantenir una higiene adequada. Com que les infeccions per fongs són contagioses, és important rentar-se després de tocar a altres persones o animals. La roba d'esport també han de rentar-se després de cada ús.